# Megophrys stejnegeri
Megophrys stejnegeri é uma espécie de anfíbio da família Megophryidae.
É endémica das Filipinas.
Os seus habitats naturais são: florestas subtropicais ou tropicais húmidas de baixa altitude, regiões subtropicais ou tropicais húmidas de alta altitude, rios e rios intermitentes.
Está ameaçada por perda de habitat.